# Château de Bossey
Château de Bossey är ett slott i Schweiz.   Det ligger i distriktet Nyon och kantonen Vaud, i den sydvästra delen av landet. Château de Bossey ligger 448 meter över havet.
Terrängen runt Château de Bossey är varierad. Runt Château de Bossey är det ganska tätbefolkat, med 104 invånare per kvadratkilometer.. Närmaste större samhälle är Genève, 16,7 km söder om Château de Bossey. 
Trakten runt Château de Bossey består till största delen av jordbruksmark.